# Isa Grinspum Ferraz
Isa Grinspum Ferraz (Recife, 1958) é uma socióloga e cineasta brasileira.

## Biografia
Nascida no Recife e sobrinha do guerrilheiro comunista Carlos Marighella, a pernambucana graduou-se em Ciências Sociais e Filosofia na Universidade de São Paulo.
Começou sua carreira em 1980 como coordenadora e criadora de projetos para editoriais e televisão na fundação Roberto Marinho, onde trabalhou por dez anos. Realizou, entre outros, “Brasil, Corpo e Alma”, “Crianças do Brasil” e “Menino, quem foi teu mestre?”, exibidos pela Rede Globo.
Na década de 1990, atuou com Darcy Ribeiro por quatro anos, escrevendo e dirigindo o programa "Escola pela TV", exibido pela antiga Rede Manchete. Em 1996, Grinspum  coordenou o "Projeto Especial Núcleo", da TVE. Ainda naquela década, concebeu e dirigiu a série de documentário “O Povo Brasileiro”, baseada em obra de Darcy Ribeiro e exibida no canal GNT e na TV Cultura e as séries “Intérpretes do Brasil” e “O Valor do Amanhã”, para o programa Fantástico da Rede Globo. Como roteirista, escreveu "Religiões Africanas no Brasil", junto com Pierre Verger e Lina Bo Bardi.
Seu primeiro filme como diretora, o documentário Marighella, que conta a história do seu tio Carlos Marighella, foi finalizado em 2012.
São de autoria de Isa Grinspum Ferraz o Museu da Língua Portuguesa em São Paulo e o Museu Cais do Sertão no Recife, ambos museus interativos.

## Obra
- 2012 - Marighella (documentário)[5].
- 2018 - A Cidade no Brasil (documentário)[6]